# Kairi Harayama
Kairi Harayama (japanisch 原山 海里 Harayama Kairi; * 1. November 1997 in der Präfektur Saitama) ist ein japanischer Fußballspieler.

## Karriere
Kairi Harayama erlernte das Fußballspielen in der Jugendmannschaft des Kumagaya SC sowie in der Universitätsmannschaft der Gakugei-Universität Tokio. Seinen ersten Vertrag unterschrieb er im Februar 2020 bei Iwate Grulla Morioka. Der Verein aus Morioka, einer Großstadt in der Präfektur Iwate, spielte in der dritten japanischen Liga, der J3 League. Hier kam er nicht zum Einsatz. Im Februar 2021 unterschrieb er einen Vertrag beim Ligakonkurrenten Vanraure Hachinohe in Hachinohe. Sein Profidebüt gab Kairi Harayama am 21. März 2021 (2. Spieltag) im Spiel gegen Kataller Toyama. Hier wurde er in der 76. Minute für Taichi Nakamura eingewechselt. Für Vanraure absolvierte er sechs Drittligaspiele. Im Januar 2022 wechselte er in die vierte Liga. Hier schloss er sich dem Honda Lock SC an. Bei dem Verein stand er zwei Spielzeiten unter Vertrag. Für den Verein bestritt er 32 Ligaspielen. Nach der Saison 2023 wurde sein Vertrag nicht verlängert.